# Jardín de hormigas

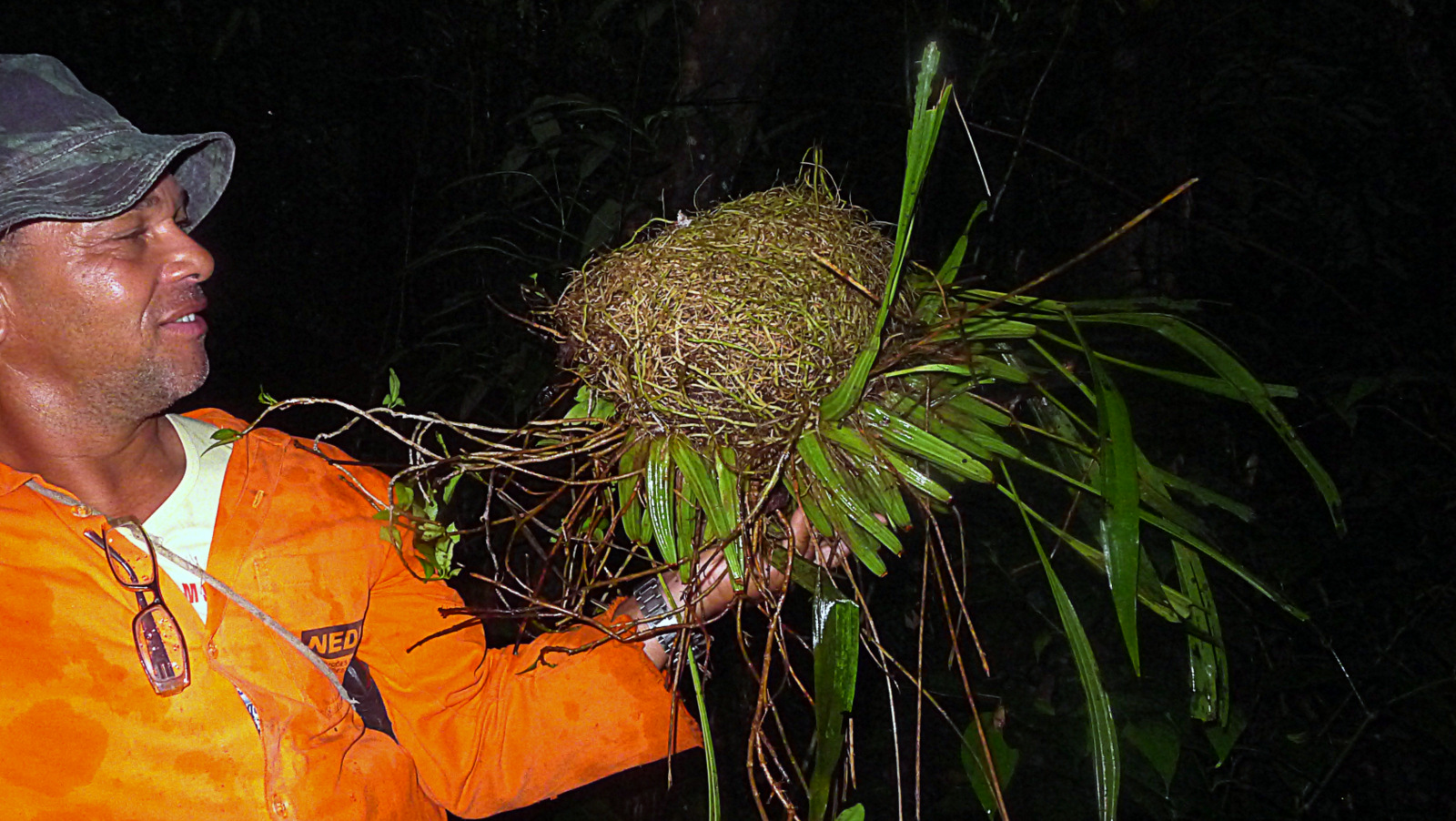
Un jardín de hormigas

Un jardín de hormigas es una interacción mutualista entre determinadas especies de hormigas arborícolas y diversas plantas epífitas. Se trata de una estructura hecha en la copa de los árboles por las hormigas que se llena de escombros y otra materia orgánica en la que crecen las epífitas. Las hormigas se benefician de esta disposición al disponer de un marco estable sobre el que construir su nido, mientras que las plantas se benefician al obtener nutrientes del suelo y de la humedad retenida en él.

## Descripción
Las epífitas son comunes en las selvas tropicales y en los bosques nubosos. Una epífita obtiene normalmente su humedad y nutrientes del aire, la lluvia, la niebla y el rocío. La materia nitrogenada escasea y las epífitas se benefician en gran medida de los nutrientes del jardín de hormigas. El jardín de hormigas está hecho de «cartón», una mezcla de fibras vegetales, restos de hojas, desperdicios, secreciones glandulares y heces de hormiga. Las hormigas utilizan este material para construir sus nidos entre las ramas de los árboles, para cobijar a los insectos hemípteros que cuidan para alimentarse de su mielada y para fabricar las bolsas de material en las que crecen las epífitas.
Las hormigas recolectan semillas de las plantas epífitas y las depositan en el material de cartón. Las plantas han desarrollado diversos rasgos para animar a las hormigas a dispersar sus semillas mediante la producción de atrayentes químicos. Se ha descubierto que once epífitas no relacionadas que crecen en los jardines de hormigas contienen salicilato de metilo (aceite de gaulteria) y parece probable que este compuesto sea un atrayente para las hormigas.

## Ejemplos
Las especies de hormigas que hacen jardines incluyen Crematogaster carinata, Camponotus femoratus y Solenopsis parabioticus, todas ellas especies parabióticas que comparten habitualmente sus nidos con especies de hormigas no relacionadas. Las plantas epífitas que crecen incluyen varios miembros de las Araceae, Bromeliaceae, Cactaceae, Gesneriaceae, Moraceae, Piperaceae y Solanaceae. Las plantas epífitas del género Codonanthopsis, incluidas las que antes se colocaban en Codonanthe, crecen casi exclusivamente en los jardines de hormigas, a menudo asociadas con hormigas del género Azteca. La hormiga Camponotus irritabilis no sólo planta las semillas de Hoya elliptica en lugares planificados de su nido de cartón, sino que también poda las raíces para acomodar las cavidades de su nido y fertiliza las zonas donde quiere que se produzca un crecimiento extra de la planta.